# はーいステップジュン

『はーいステップジュン』は、大島やすいちの漫画。また、それを原作としたテレビアニメ。
1984年5月2日号の『週刊少年マガジン』（講談社）に読みきりで掲載された「リトル・ジュン」を元にキャラクターの外見や内容などを少女向けに改変し、1985年3月20日号の『週刊少年マガジン』（講談社）に読みきりが掲載、その後1985年より『マガジンSPECIAL』（講談社）にて連載された。
また、1985年に『なかよしデラックス』（講談社）にて少女漫画版（作画/阿部ゆたか、原作/雪室俊一、原案/大島やすいち）として、全7回が連載された。
この作品の生まれた経緯は、大島が長女(後の大島永遠)のために、「自分の娘に読ませたい少女漫画」を自分で描いてみるという発想が原点である。

## ストーリー
14歳の女の子・野々宮ジュンは、メカ製作が大好きだけれど人並みはずれた小柄さが悩みの中学生。そんなジュンは、背の高いバッドガイ・加納零（ゼロ）に恋をしてしまうが、正反対のふたりの恋愛成就はまさしく可能性ゼロ。おまけに容姿端麗なライバル・洋子がジュンの前に現われて彼女の未来は先行き不透明に。でも彼女は、自ら汗まみれで作りあげたロボット、吉之介と雪之嬢に助けられて弱気になりそうなハートを力づけ、波乱万丈の毎日のなかを切り抜けてゆく。
基本的な設定はマガジンスペシャル版となかよし版で共通ではあるが、細部の違いは存在する。

## 登場人物
野々宮 ジュン（声 - 山本百合子）
主人公。中学3年生。身長145cm(マガジンスペシャル版では140cm)、体重35kg、A型、9月15日生まれ。
背が低いのを気にしており、友達に「未熟児」などとからかわれているが、なかなかの美少女。両親は健在で、ごく普通の家庭に暮らしている。
メカを発明して作るのが大好きで、AIを搭載しているほど本格的。しかし肝心なところでドジったり役に立たないこともあり、発明者としてはまだ未熟な面が描写されている。それでも、メカのおかげで切り抜けられた場面も多い。
発明に必要なため、数学に関してはかなり独学にて勉強しており成績は良い。プログラミングも得意。ただし他の教科に関してはそれほどでもなく、運動神経は自他共に認めるほど悪い。
ひょんなことから「ゼロ」と知り合い、段々と強く惹かれていく。
加納 零（声 - 難波圭一）
中学3年生。身長182cm、体重65kg、AB型、12月7日生まれ。ジュンと同じクラス。「ゼロ」と呼ばれている。
母親はすでに他界しており、父親は船乗り（ゼロの告白によるとアフリカ方面の勤務らしい）のため滅多に帰ってこない。家はかなり裕福なようで、大きく立派な様子が描写されている。
体が大きいせいか大食漢で、何かを食べながら登場することが多い。ジュンもゼロにお弁当を作って持っていく時は、オカズ以外のスペースにお米を目一杯詰め込んでいる。
基本的に一匹狼の不良で、自分の好きなようにサイドカー付きのバイクを転がすのが何よりの楽しみ。そのためつるんで走る暴走族を嫌っており、結果的にたびたび助けることになった冴沙からの「私たちに味方して欲しい」という誘いも断っている。必要とあらば喧嘩も辞さず、相当強いが決して無敵というわけではない。不意打ちで大きなダメージを負っていたとはいえ、後述の羽生に負けたことも一度ある。
かなりの美男子であり、女性によくモテる。特定の恋人はいないが自身も結構女好きで、自分からナンパをすることもある。
やんちゃな面が多いため学校の教師も手を焼いており、学業をサボることも多く成績は悪い。しかし運動神経は良く、スポーツ万能な面を持つ。
自分の欲しいもののためにわざわざアルバイトをしたり、病室の女の子を勇気づけて欲しいという願いを快く聞き届けたりと、人の良さをうかがわせる行動も多く、不良ではあるが根っからの悪人とは程遠い。
ジュンと知り合ったことで彼女に振り回されながらも、知らず知らずのうちに惹かれ、ほおっておけない存在になってゆく。
吉之介（声 - つかせのりこ）
ジュンによって発明されたハートロボット1号機。
雪之嬢（声 - 西原久美子）
ジュンによって発明されたハートロボット2号機。ジュンが発明引退の記念としてゼロのために製作した。
加納 式部（声 - 鈴木れい子／（若い時）鶴ひろみ）
加納 零の祖母。
水野 洋子（声 - 増山江威子）
中学3年生。ジュンの恋のライバル。かなりの美人で、スタイルも抜群。ジュンと同じクラス。
羽生 等（声 - 田中亮一）
暴走族「赦悪（シャーク）団」のリーダー。
敵対する暴走族の少女である冴沙を拉致して裸に剥いたり、人質を取ってゼロを呼び出したり、ラーメンを作ることを拒否した親父の屋台を破壊したりと、ゼロと比べるとかなり卑劣で汚い不良。その一方で一対一の勝負を望んで仲間には手を出さないように言う時もある。
ゼロと敵対し幾度も喧嘩でやりあうが、最終的には完全に敗北し、物語からフェードアウトする。
野々宮 啓一郎（声 - はせさん治）
ジュンの父親。
野々宮 敏江（声 - 上村典子）
ジュンの母親。
佐藤 淑子（声 - 頓宮恭子）
中学3年生。ジュンと小学のときからの親友。ジュンと同じクラス。「トコ」と呼ばれている。
田中 正子（声 - 渡辺菜生子）
中学3年生。ジュンと小学のときからの親友。ジュンと同じクラス。「マコ」と呼ばれている。
大畑先生（声 - 銀河万丈）
ジュンたちのクラスの担任。
高田 たまこ（声 - 中谷ゆみ）
ジュンたちの通う中学校の保健室にいる先生。

## アニメ版
1985年3月10日から1986年1月12日まで、朝日放送を制作局としてテレビ朝日系列で放送された。放送時間は毎週日曜8:30 - 9:00( JST )。全45話。

### スタッフ
- 原作：大島やすいち
- プロデューサー：鍋島進二（朝日放送）、荻野宏（旭通信社）、旗野義文（東映動画）（#1～#25）、勝田稔男（東映動画）（#26～#45）
- 製作担当：横井三郎
- シリーズディレクター：設楽博
- シリーズディレクター補：佐藤順一
- キャラクターデザイン：小松原一男
- 美術デザイン：窪田忠雄
- 音楽：青木望
- 協力：青二プロダクション
- 制作：朝日放送、旭通信社、東映動画

### 主題歌
オープニングテーマ - 「びん感!メカニック」
作詞 - 篠塚満由美 / 作曲 - 芹澤廣明 / 編曲 - 川上了 / 歌 - 小林明子、小林直子
エンディングテーマ - 「ライバル360度 ～恋愛発展可能性0～」
作詞・作曲 - 古田喜昭 / 編曲 - 川上了 / 歌 - 小林直子、小林明子

上記2曲を収録したEPレコードは、日本コロムビアより発売された。

### 各話リスト
| 話 | サブタイトル               | 脚本         | 演出     | 作画監督   | 放送日         |
| -- | -------------------------- | ------------ | -------- | ---------- | -------------- |
| 1  | びん感メカ少女             | 雪室俊一     | 設楽博   | 小松原一男 | 1985年 3月10日 |
| 2  | 恋のライバル               | 雪室俊一     | 佐藤順一 | 姫野美智   | 3月17日        |
| 3  | ラブ回路でドキッ!          | 雪室俊一     | 葛西治   | 青山充     | 3月24日        |
| 4  | 恋の出前はいかが?          | 山崎忠昭     | 久岡敬史 | 石之博和   | 3月31日        |
| 5  | クラスがえの悲劇?          | 雪室俊一     | 設楽博   | 古田詔治   | 4月7日         |
| 6  | 私をさらって               | 雪室俊一     | 貝沢幸男 | 水村十司   | 4月14日        |
| 7  | 吉之介がんばる             | 山崎忠昭     | 佐藤順一 | 小松原一男 | 4月21日        |
| 8  | 吉之介に妹が!              | 雪室俊一     | 葛西治   | 姫野美智   | 4月28日        |
| 9  | ヒミツの鯉のぼり           | 雪室俊一     | 久岡敬史 | 井上栄作   | 5月5日         |
| 10 | プレゼントに夢を           | 小林宏一     | 貝沢幸男 | 青山充     | 5月12日        |
| 11 | 恋のピクニック             | 雪室俊一     | 佐藤順一 | 及川博史   | 5月19日        |
| 12 | うらない雪之嬢             | 山崎忠昭     | 葛西治   | 石之博和   | 5月26日        |
| 13 | あこがれの“愛々傘”         | 雪室俊一     | 設楽博   | 古田詔治   | 6月2日         |
| 14 | 吉之介にラブレター         | 雪室俊一     | 久岡敬史 | 後藤隆幸   | 6月9日         |
| 15 | ふたりを結ぶ風船           | 小林宏一     | 貝沢幸男 | 小松原一男 | 6月16日        |
| 16 | 夢のレストラン             | 小林宏一     | 佐藤順一 | 姫野美智   | 6月23日        |
| 17 | 時をかける吉之介           | 雪室俊一     | 葛西治   | 及川博史   | 6月30日        |
| 18 | ささの葉に願いを           | 山崎忠昭     | 設楽博   | 青山充     | 7月7日         |
| 19 | 港祭りでコッテンコ         | 雪室俊一     | 久岡敬史 | 石之博和   | 7月14日        |
| 20 | 教室はふたりだけ           | 雪室俊一     | 貝沢幸男 | 古田詔治   | 7月21日        |
| 21 | 鉄腕!吉之介                | 山崎忠昭     | 葛西治   | 後藤隆幸   | 7月28日        |
| 22 | 草原の夏休み               | 雪室俊一     | 設楽博   | 小松原一男 | 8月4日         |
| 23 | ジュンの探偵物語           | 雪室俊一     | 久岡敬史 | 姫野美智   | 8月11日        |
| 24 | 愛と涙の健康診断           | 酒井あきよし | 佐藤順一 | 及川博史   | 8月18日        |
| 25 | お化けでドッキリ           | 山崎忠昭     | 貝沢幸男 | 井上栄作   | 8月25日        |
| 26 | ゼロのいない秋             | 雪室俊一     | 葛西治   | 青山充     | 9月1日         |
| 27 | 吉之介は大選手!?           | 小林宏一     | 設楽博   | 後藤隆幸   | 9月8日         |
| 28 | ステキな誕生日!            | 山崎忠昭     | 久岡敬史 | 小松原一男 | 9月15日        |
| 29 | 勉強したい吉之介           | 雪室俊一     | 佐藤順一 | 只野和子   | 9月22日        |
| 30 | ジュンの大ピンチ!          | 小林宏一     | 貝沢幸男 | 姫野美智   | 9月29日        |
| 31 | 雨ふれふれ運動会           | 雪室俊一     | 岡佳広   | 及川博史   | 10月6日        |
| 32 | ヘーハチローの恋           | 雪室俊一     | 佐藤順一 | 小松原一男 | 10月13日       |
| 33 | チビッコ達の家出           | 小林宏一     | 設楽博   | 青山充     | 10月20日       |
| 34 | 夢のテレビ出演             | 山崎忠昭     | 久岡敬史 | 只野和子   | 10月27日       |
| 35 | 雪之嬢とかぐや姫           | 小林宏一     | 貝沢幸男 | 小松原一男 | 11月3日        |
| 36 | 女の子の幸福は?            | 雪室俊一     | 岡佳広   | 及川博史   | 11月10日       |
| 37 | 温泉旅行バンザイ!          | 山崎忠昭     | 佐藤順一 | 姫野美智   | 11月17日       |
| 38 | 初恋ものがたり             | 雪室俊一     | 設楽博   | 小松原一男 | 11月24日       |
| 39 | 星から来たお友達           | 小林宏一     | 久岡敬史 | 青山充     | 12月1日        |
| 40 | パパママ大戦争!?           | 雪室俊一     | 岡佳広   | 小松原一男 | 12月8日        |
| 41 | 小さな愛の子守唄           | 雪室俊一     | 貝沢幸男 | 及川博史   | 12月15日       |
| 42 | 雪降る夜の贈り物           | 雪室俊一     | 久岡敬史 | 青山充     | 12月22日       |
| 43 | 霧の中のゼロ               | 雪室俊一     | 設楽博   | 姫野美智   | 12月29日       |
| 44 | 春を呼ぶ二人               | 雪室俊一     | 岡佳広   | 安藤正浩   | 1986年 1月5日  |
| 45 | 泣かないで吉之介（最終回） | 雪室俊一     | 貝沢幸男 | 及川博史   | 1月12日        |

※第1話 - 第25話のオープニングは「ゼロ」がバイクに乗り登場するシーンとカットが多分に含まれているが、第26話 - 第45話（最終回）まではそのカットが減り、玩具（おもちゃ）に差し替えられたり、新作背景と新規撮影で一部のカットが作り直されている。また、プロデューサーのスタッフクレジットも変更されている。また、エンディングは全話を通じて変更は無い。

### 放送局
放送日時は個別に出典が提示されてあるものを除き1986年1月終了時点、放送系列は放送当時のものとする。
| 放送地域       | 放送局                                    | 放送系列                                     | 放送日時 |
| -------------- | ----------------------------------------- | -------------------------------------------- | --- |
| 近畿広域圏     | 朝日放送 【制作局】                       | テレビ朝日系列                               | 日曜 8:30 - 9:00 |
| 北海道         | 北海道テレビ                              | テレビ朝日系列                               | 日曜 8:30 - 9:00 |
| 青森県         | 青森放送                                  | 日本テレビ系列 テレビ朝日系列                | 日曜 8:30 - 9:00 |
| 宮城県         | 東日本放送                                | テレビ朝日系列                               | 日曜 8:30 - 9:00 |
| 福島県         | 福島放送                                  | テレビ朝日系列                               | 日曜 8:30 - 9:00 |
| 関東広域圏     | テレビ朝日                                | テレビ朝日系列                               | 日曜 8:30 - 9:00 |
| 新潟県         | 新潟テレビ21                              | テレビ朝日系列                               | 日曜 8:30 - 9:00 |
| 長野県         | テレビ信州                                | 日本テレビ系列 テレビ朝日系列                | 日曜 8:30 - 9:00 |
| 静岡県         | 静岡けんみんテレビ （現：静岡朝日テレビ） | テレビ朝日系列                               | 日曜 8:30 - 9:00 |
| 中京広域圏     | 名古屋テレビ                              | テレビ朝日系列                               | 日曜 8:30 - 9:00 |
| 鳥取県・島根県 | 日本海テレビ                              | 日本テレビ系列                               | 日曜 8:30 - 9:00 |
| 広島県         | 広島ホームテレビ                          | テレビ朝日系列                               | 日曜 8:30 - 9:00 |
| 山口県         | 山口放送                                  | 日本テレビ系列 テレビ朝日系列                | 日曜 8:30 - 9:00 |
| 香川県・岡山県 | 瀬戸内海放送                              | テレビ朝日系列                               | 日曜 8:30 - 9:00 |
| 福岡県         | 九州朝日放送                              | テレビ朝日系列                               | 日曜 8:30 - 9:00 |
| 熊本県         | テレビ熊本                                | フジテレビ系列 テレビ朝日系列                | 日曜 8:30 - 9:00 |
| 鹿児島県       | 鹿児島放送                                | テレビ朝日系列                               | 日曜 8:30 - 9:00 |
| 岩手県         | テレビ岩手                                | 日本テレビ系列                               | 金曜 17:30 - 18:00 |
| 秋田県         | 秋田テレビ                                | フジテレビ系列 テレビ朝日系列                | 木曜 17:00 - 17:30（1986年2月27日まで放送） |
| 山形県         | 山形テレビ                                | フジテレビ系列                               | 火曜 16:30 - 17:00（第2話まで）→ 火曜 17:00 - 17:30（第3話から） |
| 富山県         | 富山テレビ                                | フジテレビ系列                               | 木曜 16:50 - 17:20（1985年6月13日 - 1986年3月20日） →木曜 17:00 - 17:30（1986年3月27日） →土曜 8:00 - 8:30（1986年4月5日 - 4月19日）                                                                          |
| 石川県         | 石川テレビ                                | フジテレビ系列                               | 木曜 16:25 - 16:55（1985年5月16日から8月22日まで）→ 木曜 17:05 - 17:32（1985年9月5日から9月26日まで）→ 土曜 16:55 - 17:25（1985年10月12日から12月28日まで）→ 土曜 6:15 - 6:45（1986年1月11日から5月10日まで） |
| 愛媛県         | 愛媛放送 （現：テレビ愛媛）               | フジテレビ系列                               | 水曜 17:25 - 17:55 |
| 高知県         | 高知放送                                  | 日本テレビ系列                               | 水曜 17:30 - 18:00 |
| 長崎県         | 長崎放送                                  | TBS系列                                      | 水曜 16:50 - 17:20 |
| 大分県         | テレビ大分                                | フジテレビ系列 日本テレビ系列 テレビ朝日系列 | 金曜 17:30 - 18:00 |

- 制作局の朝日放送では『ワールド・ナウ』などからの名残で、1984年10月改編期でこの枠がアニメ枠に転換されて以来、本作品以降毎年8月に実施される全国高校野球選手権大会中継期間中における、通常編成の系列局への裏送りで先行ネットを行うようになった（この場合制作局の朝日放送では後日に臨時枠移動）。

### 備考
- 放送当時、東映動画の人気路線であった「魔法少女もの」の変形という企画意図で制作、放送され、更にラブコメ要素を導入。番組中盤からはゼロの海外への転校という設定から、日常コメディへと路線が変更された[9]。
  - 本作は魔法ではなく科学（発明）が題材となったものの、実際にはジュンの発明は（当時の）科学の範疇を明らかに超えており、アニメ専門誌においても（異論の存在は認めながらも）本作が「魔女っ子アニメ」・「変形魔女っ子もの」であるとする論評[9]が見られた。
- このアニメでBGM並びにスコアを担当した青木望は、当時『とんがり帽子のメモル』『北斗の拳』といった東映動画作品の音楽を一手に担当していたこともあって、本作のBGMの作成が間に合わず、一部のBGMは青木がスコアを担当した『パタリロ!』から流用されている。

## 映像ソフト
- 想い出のアニメライブラリー 第21集 はーいステップジュン DVD-BOX デジタルリマスター版 Part1（2014年5月30日発売）
- 想い出のアニメライブラリー 第21集 はーいステップジュン DVD-BOX デジタルリマスター版 Part2（2014年6月27日発売）

## コミック
本作でタイトルの長音記号は「はーい」の表記が多かったが、なかよしデラックスでは「は～い」の表記が使われた。
- はーいステップジュン（マガジンSPECIAL 1985年 - 、全2巻）
- は～いステップジュン（なかよしデラックス 1985年5月号 - 1985年11月号、全7回、未単行本化、Jコミ公開中）